# 977
El 977 (CMLXXVII) fou un any comú començat en dilluns del calendari julià.

## Esdeveniments
- Nova consagració del Monestir de Santa Maria de Ripoll.
- Fundació del Monestir de Sant Pere de Besalú.

## Necrològiques
- Miró I d'Urgell, vescomte d'Urgell